# Lijst van onderscheidingen van de 10. SS-Panzer-Division Frundsberg
Dit is een lijst van onderscheidingen van de 10. SS-Panzer-Division Frundsberg.

## Dragers van het Duitse Kruis
Het Duitse Kruis was een onderscheiding die tussen het IJzeren Kruis der Eerste Klasse en het vermaarde Ridderkruis van het IJzeren Kruis stond. De ster mocht, in de uitvoering zonder hakenkruis, ook na de oorlog worden gedragen.

### In goud
- Werner Baumgärtl, SS-Untersturmführer, SS Panzer-Pionier-Batallion 10[1]
- Walter Behrens, SS-Obersturmführer, SS Panzer-Artillerie-Regiment 10[1]
- Edmund Ehrhardt, SS-Oberscharführer, SS Panzer-Regiment 10[2]
- Gottlieb Ellwanger, SS-Obersturmführer, SS Flak-Abteilung 10[2]
- Klaus Günther, Dr., SS-Obersturmbannführer, Artz der Division[2]
- Oskar Haas, SS-Hauptscharführer, Division Begleit Kompagnie 10[2]
- Rudolf Harmstorf, SS-Obersturmführer, SS Panzer-Aufklärungs-Abteilung 10[2]
- Gerhard Hinze, SS-Obersturmführer, SS Panzer-Aufklärungs-Abteilung 10[3]
- Harry Jobst, SS-Sturmbannführer, SS Panzer-Artillerie-Regiment 10[3]
- Fritz Kellermann, SS-Oberscharführer, SS Panzer-Regiment 10[3]
- Heinz Laubscheer, SS-Sturmbannführer, SS Panzergrenadier-Regiment 21[3]
- Sven-Erik Olsson, SS-Oberscharführer, SS Panzer-Nachrichten-Abteilung 10[4]
- Alois Pühringer, SS-Obersturmführer, SS Flak-Abteilung 10[4]
- Leo Reinhold, SS-Sturmbannführer, SS Panzer-Regiment 10[4]
- Friedrich Richter, SS-Hauptsturmführer, SS Panzergrenadier-Regiment 21[4]
- Franz Riedel, SS-Obersturmführer, SS Panzer-Regiment 10[4]
- Hans-Joachim Stolley, SS-Sturmbannführer[5]
- Ernst Storch, SS-Rottenführer, SS Panzer-Regiment 10[5]
- Alfred Thomas, SS-Hauptscharführer, SS Panzer-Aufklärungs-Abteilung 10[5]
- Karl von Fischer-Treuenfeld, SS-Gruppenführer und Generalleutnant der Waffen-SS[6]

### In zilver
Het Duits Kruis in Zilver werd veel minder vaak uitgereikt dan het gouden kruis.
- Georg-Waldemar Rösch, SS-Sturmbannführer[7]
- Gerhard Schill, SS-Sturmbannführer, SS Intelligenz Abteilung 10[7]

## Dragers van het Erebladgesp
- Rolf Gebhardt, Fahnenjunker-Oberfeldwebel, SS Panzer-Regiment 10[8]
- Hans Hummelberger, SS-Untersturmführer, SS Panzergrenadier-Regiment 21[9]
- Gottfried Küffner, SS-Hauptscharführer, SS Panzer-Aufklärungs-Abteilung 10[10]

## Dragers van het Ridderkruis van het IJzeren Kruis
Het Ridderkruis van het IJzeren Kruis was een hoge militaire onderscheiding voor moed. Het ridderkruis mocht, in de uitvoering zonder hakenkruis, ook na de oorlog worden gedragen.
- Erwin Bachmann, SS-Obersturmführer, SS Panzer-Regiment 10[11][12]
- Karl Bastian, SS-Hauptsturmführer, SS Panzergrenadier-Regiment 21[13][14]
- Karl-Heinz Euling, SS-Hauptsturmführer, SS Panzergrenadier-Regiment 22[15][16]
- Karl Keck, SS-Hauptsturmführer und Hauptmann der Schupo, SS Panzergrenadier-Regiment 21[13][17]
- Erich Rech, SS-Oberscharführer, SS Panzer-Aufklärugs-Abteilung 10[18][19]
- Leo-Hermann Reinhold, SS-Sturmbannführer, SS Panzer-Regiment 10[20][21]
- Hans Reiter, SS-Untersturmführer, SS Panzergrenadier-Regiment 21[13][22]
- Franz Riedel, SS-Obersturmführer, SS Panzer-Regiment 10[23][24]
- Franz Scherzer, SS-Obersturmführer, SS Panzer-Regiment 10[23][25]
- Ernst Tetsch, SS-Sturmbannführer, SS Panzer-Regiment 10[23][26]

### Met Eikenloof
- Otto Paetsch, SS-Obersturmbannführer, SS Panzer-Regiment 10[27][28]

### Met Eikenloof en Zwaarden
- Heinz Harmel, SS-Brigadeführer und Generalmajor der Waffen-SS[29][30]